# Мікробіологія клітин

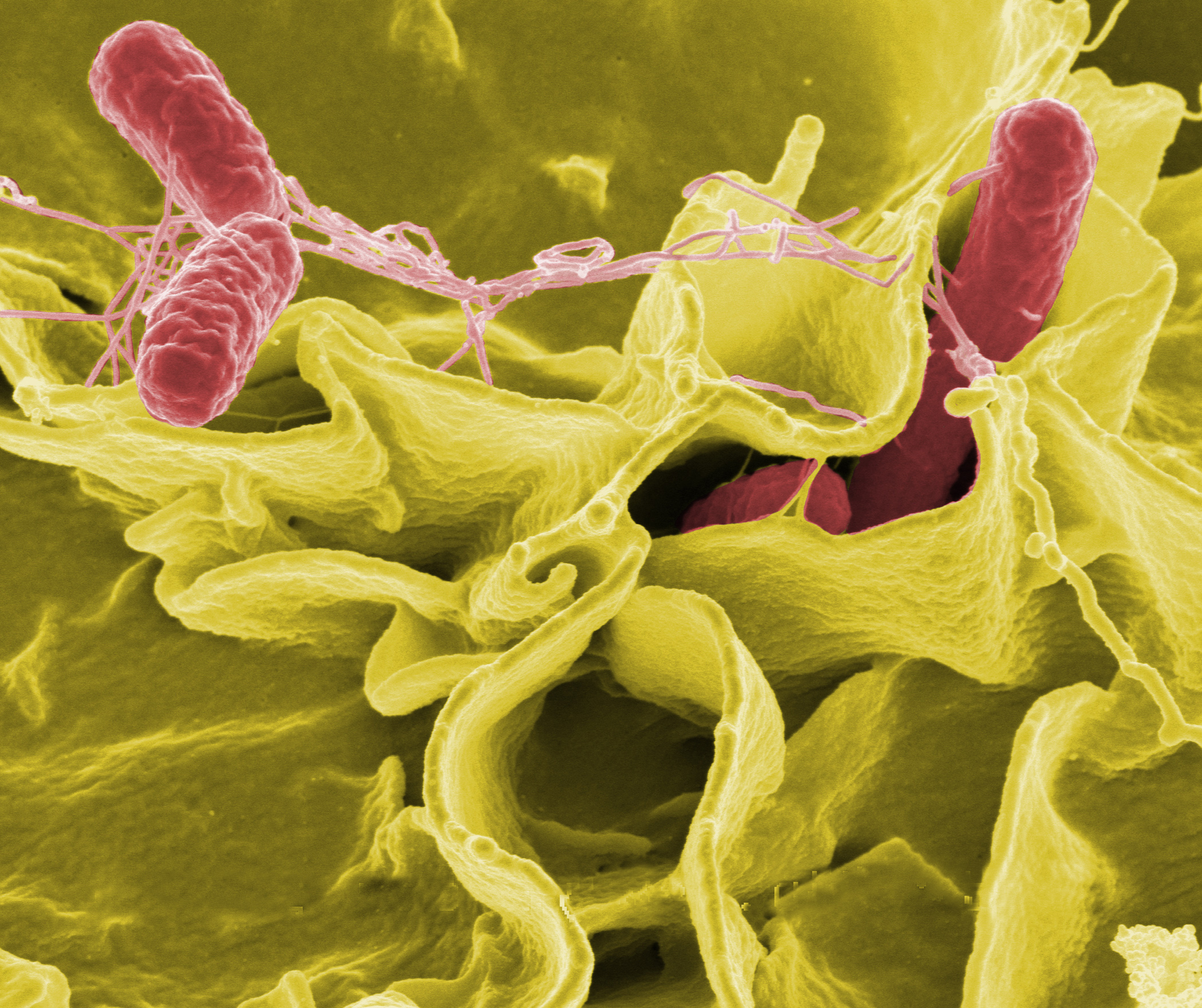
Бактерія сальмонели (червона)

Клітинна мікробіологія — дисципліна, яка містить мікробіологію та біологію клітин.
Термін «клітинна мікробіологія» був вигаданий авторами однойменної книжки, оприлюдненої 1996 року. Співпраця та взаємна залежність між мікробіологією та біологією клітин, зростали за роки до цього, а поява нової дисципліни була запропонована та обговорена на кількох наукових конференціях.
Клітинна мікробіологія намагається використовувати патогенні мікроорганізми як інструменти для дослідження клітинної біології та використовує методи клітинної біології для розуміння патогенності мікроорганізмів. Токсини та фактори вірулентності у мікробів десятиліттями використовувались для впливу на процеси в еукаріотичних клітинах та у їх вивченню. Все частіше виявляється, що нанесення очищеного токсину на клітину не завжди дає повне пояснення, і що розуміння ролі токсину в патогенності, його спосіб виробництва та спільна еволюція токсину з його клітиною-господарем, має вирішальне значення.
Численні еукаріотичні клітинні процеси були з'ясовані за допомогою мікробіологічних «інструментів». Основним предметом цієї категорії є цитоскелет. Багато мікробів модифікуються, що впливає на синтез або деградацію цитоскелету клітин-господарів, зокрема, актинової мережі. Внутрішньоклітинні мікроби, такі як бактерії Сальмонела та Шигелла, виділяють полімеризацію актину в клітинах носія, які в іншому випадку не інтерналізують мікробів (нефагоцити). Це спричинює утворення виступів, які з часом охоплюють бактерії. Такі бактерії, як Єрсінія, інгібують полімеризацію актину у фагоцитах, тим самим перешкоджаючи їх поглинанню. Клітинна мікробіологія намагається зрозуміти ці процеси і як вони сприяють зараженню. Іншими еукаріотичними процесами, на які впливають мікроби, і які досліджуються за допомогою мікробів, є: передавання сигналів, метаболізм, торгівля везикулами, клітинний цикл та регуляція транскрипції.
Останнім часом (початок XXI століття) галузь клітинної мікробіології була розширена, щоби залучити у дослідження клітинної біології самих мікробів. «Поле клітинної мікробіології — це злиття двох полів: молекулярної мікробіології та клітинної біології», — сказав професор Яцек Хойгер, кафедра мікробіології та імунології в університеті Вандербільта. Особливо, що стосується бактеріальних клітин, нові технології починають застосовуватися для виявлення високого рівня організації всередині самих бактеріальних клітин. Наприклад, використовуються флуоресцентна мікроскопія високої роздільної здатності та атомно-силова мікроскопія, щоби показати, наскільки складні бактеріальні клітини.